# Ластівкові
Ластівкові (Hirundinidae) — родина співочих горобцеподібних птахів.

## Поширення
Поширені по всій земній кулі, крім Антарктиди, Арктики і Нової Зеландії. У тропічних широтах — мандрівні, у помірних — перелітні птахи. Зимують в Африці та Пд. Азії.
В Україні трапляється 5 видів:
- Ластівка берегова — звичайний гніздовий перелітний вид
- Ластівка скельна — рідкісний залітний вид
- Ластівка сільська — звичайний гніздовий перелітний вид
- Ластівка даурська — рідкісний залітний вид
- Ластівка міська — звичайний гніздовий перелітний вид

## Опис
Для ластівкових характерна здатність здобувати їжу в повітрі, вони в змозі ловити комах на льоту. У всіх ластівкових струнке, обтічне тіло і довгі вузькі крила. Дзьоб короткий і відкривається досить широко. Лапки вельми маленькі, у більшості видів довгі хвости. Довжина тіла у цих птахів коливається від 9 до 23 см, вага — від 10 до 60 г.

## Спосіб життя
Живуть переважно у відкритих місцевостях, багато видів — синантропи. Добре літають. Гніздяться на скелях, будівлях тощо, деякі у норах, дуплах. Гнізда роблять з землі, скріплюючи їх слиною. У кладці 3—7 білих або білих з рожевими плямочками яєць; насиджують 13—20 діб. Нагніздні птахи. Живляться комахами, у т. ч кровосисними, яких схоплюють нальоту.

## Систематика
Родина налічує близько 90 видів у 19 родах.
- Попецух (Pseudochelidon) — 2 види
- Жалібничка (Psalidoprocne) — 5 видів
- Білоброва ластівка (Neophedina) — 1 вид
- Конголезька мурівка (Phedinopsis) — 1 вид
- Мурівка (Phedina) — 1 вид
- Берегова ластівка (Riparia) — 6 видів
- Білозорка (Tachycineta) — 9 видів
- Амазонійська ластівка (Atticora) — 3 види
- Pygochelidon — 2 види
- Рудоголова ластівка (Alopochelidon) — 1 вид
- Orochelidon — 3 види
- Степова ластівка (Stelgidopteryx) — 2 види
- Щурик (Progne) — 9 видів
- Сірогуза ластівка (Pseudhirundo) — 1 вид
- Білоспинна ластівка (Cheramoeca) — 1 вид
- Гірська ластівка (Ptyonoprogne) — 4 види
- Ластівка (Hirundo) — 15 видів
- Міська ластівка (Delichon) — 4 види
- Рудогуза ластівка (Cecropis) — 9 видів
- Камерунська ясківка (Atronanus) — 1 вид
- Ясківка (Petrochelidon) — 10 видів